# Dioecesis Africae

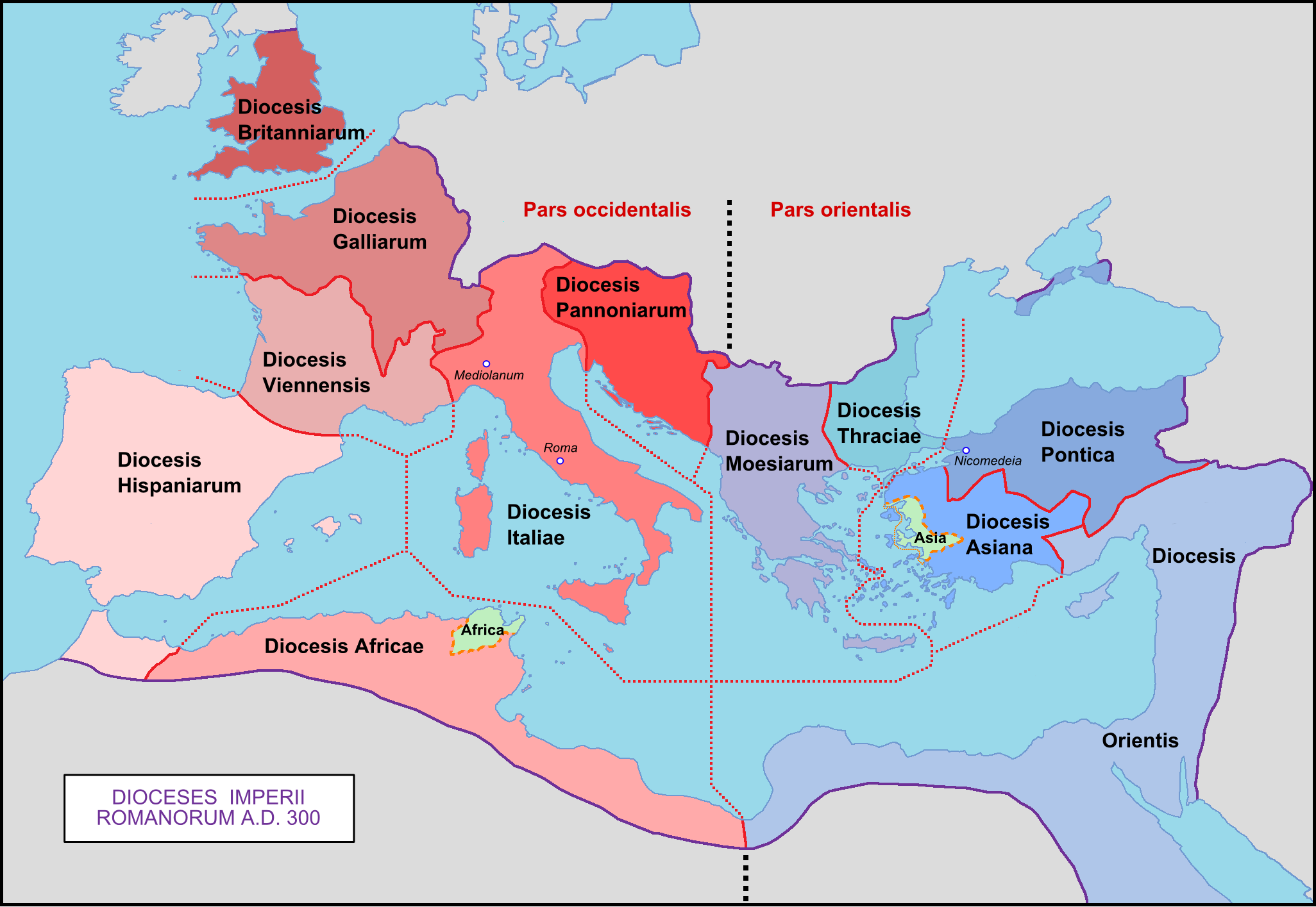
Die Diözesen von ca. 293 bis vor 337.

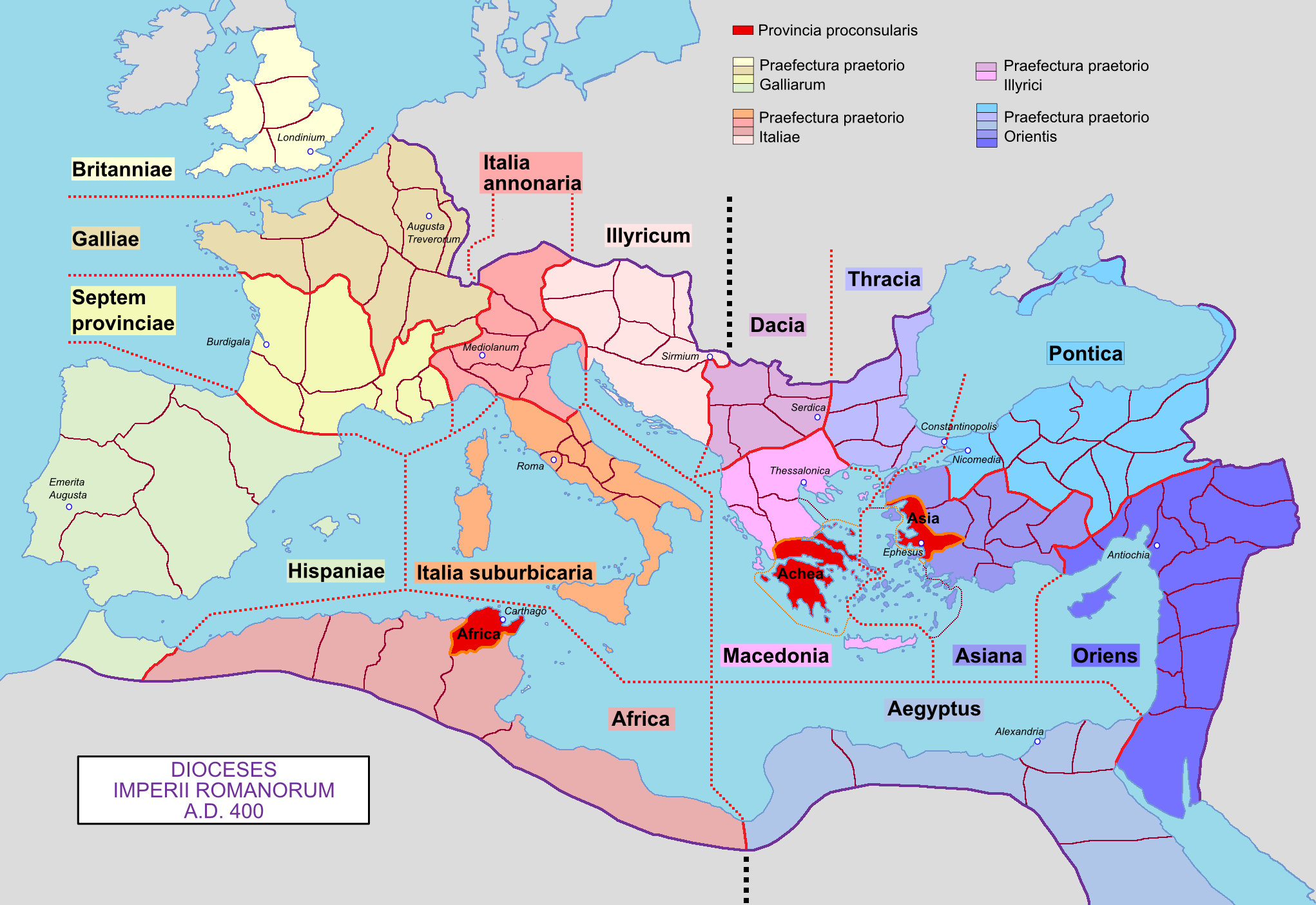
Die Diözesen um 400 n. Chr. (Spätantike)

Die Dioecesis Africae war eine spätantike Verwaltungseinheit (Dioecesis) des Römischen und des Oströmischen Reiches. Sie bestand von 314 bis 432 nach Christus. Hauptort war Karthago.

## Gebietsstruktur
Die dioecesis Africae umfasste folgende 7 Provinzen:
- Africa Proconsularis/Zeugitana
- Byzacena
- Tripolitania
- Numidia Cirtensis
- Numidia Militiana
- Mauretania Caesariensis
- Mauretania Sitifensis/Tubusuctitana

Nicht Teil der Diözese war Mauretania Tingitana.

## Geschichte
Das Römische Reich war zunächst in 46 Provinzen aufgeteilt, die von Diokletian im Wesentlichen durch Aufteilung um 300 nach Christus auf 101 Provinzen erhöht wurden, die wiederum in Diözesen zusammengefasst wurden. Der Leiter der Diözesen (und Provinzen) war der Vicarius, Stellvertreter des nach 312 aus dem militärischen Prätorianerpräfekten hervorgegangenen Zivilbeamten. Bereits bei der Reichsteilung 395 wurde die Struktur der Diözesen geändert in vier Präfekturen, 15 Diözesen und 119 Provinzen. Die Diözese war ab diesem Zeitpunkt dem Prafectus praetorio per Orientem unterstellt. Mit der Eroberung Karthagos durch die Vandalen im Jahr 432 nahm die Diözese ein Ende. Nach der Rückeroberung durch Ostrom 534 wurde dann die praefectura praetorio Africae eingerichtet, die als Exarchat von Karthago bis in das Jahr 680 existierte.